# The Coroner
The Coroner ist eine britische Fernsehserie. Sie kommt auf einem Umfang von zwei Staffeln mit je 10 Folgen, also 20 Episoden insgesamt, da die BBC nach Ausstrahlung dieser bekannt gab, die Serie nicht fortzusetzen. Während die Serie bei BBC One im Tagesprogramm zu sehen war, wurde die Serie bei ihrer deutschsprachigen Erstausstrahlung durch ZDFneo im Abendprogramm gesendet.

## Inhalt
Jane Kennedy kehrt als örtliche Untersuchungsrichterin nach Lighthaven zurück. Sie arbeitet mit Davey Higgins, einem Detective Sergeant in der South Dart Polizei, mit welchem sie in ihrer Jugendzeit eine Beziehung führte. Sie untersuchen gemeinsam gewaltsame oder unerklärliche Tode im South Hams Distrikt von South Devon.

## Besetzung und Synchronisation
Die deutschsprachige Synchronisation entstand durch die Splendid Synchron GmbH, Berlin unter Dialogbuch von Dorothee Muschter und Ulrike Lau. Dialogregie führte ebenfalls Muschter.
- Claire Goose als Jane Kennedy (DF: Heide Domanowski)
- Matt Bardock als Davey Higgins (DF: Torsten Michaelis)
- Beatie Edney als Judith Kennedy (DF: Almut Zydra)
- Ivan Kaye als Mick Sturrock (DF: Hans-Eckart Eckhardt)
- Oliver Gomm als Clint Holman (DF: Fabian Oscar Wien)
- Grace Hogg-Robinson als Beth Kennedy (DF: Vivien Gilbert)

## Veröffentlichung im deutschsprachigen Raum
Beide Staffeln der Serie werden durch Polyband Medien auf DVD veröffentlicht.
- Staffel 1 erschien am 24. April 2017
- Staffel 2 erschien am 29. Mai 2017